# كارل فولكر
كارل فولكر (بالألمانية: Karl Völker)‏ (و. 1889 – 1962 م) هو مهندس معماري، ونحات، ورسام، ومصصم جرافك من ألمانيا، وألمانيا الشرقية، ولد في هاله، توفي في فايمار، عن عمر يناهز 73 عاماً.